# 84 Charing Cross Road
84 Charing Cross Road è un film del 1987, diretto da David Hugh Jones, tratto dall'omonima raccolta epistolare di Helene Hanff, con protagonisti Anne Bancroft e Anthony Hopkins.

## Trama
Una scrittrice statunitense, Helene Hanff, che vive a New York, è alla ricerca delle vecchie edizioni di alcuni libri che le interessano e che nella sua città sono disponibili a dei prezzi per lei troppo elevati. Dopo averne letto l'annuncio pubblicitario in un quotidiano, la donna entra in contatto con una libreria antiquaria di Londra, sita al numero 84 di Charing Cross Road, e specializzata in edizioni fuori stampa.
Helene inizia così una relazione epistolare che durerà venti anni con Frank Doel, direttore della libreria. I due non si incontreranno mai, ma diventeranno amici condividendo l'amore per i libri, per la letteratura, per la lettura.

## Curiosità
Il film è stato prodotto da Mel Brooks come regalo alla moglie Anne Bancroft per il 21º anniversario delle loro nozze.

## Premi
British Academy of Film and Television Arts (BAFTA) a Anne Bancroft, come miglior attrice protagonista (1987).
- 1988: BAFTA: miglior attrice (Anne Bancroft)
- 1987: Festival cinematografico internazionale di Mosca (Anthony Hopkins)
- 1989: USC Scripter Award (Helene Hanff, Hugh Whitemore)